# Ottomar Anschütz
Ottomar Anschütz (Lissa, avui Leszno (Prússia) 16 maig 1846- Berlín, 30 maig 1907) fou un inventor i fotògraf alemany, que realitzà diverses càmeres destinades a reproduir el moviment i és considerat un dels pioners de la cronofotografia. Les seves projeccions tingueren un gran èxit de públic i premsa i la seva retirada coincideix cronològicament amb el naixement del cinema. Thomas Edison i Marey conegueren els seus aparells.

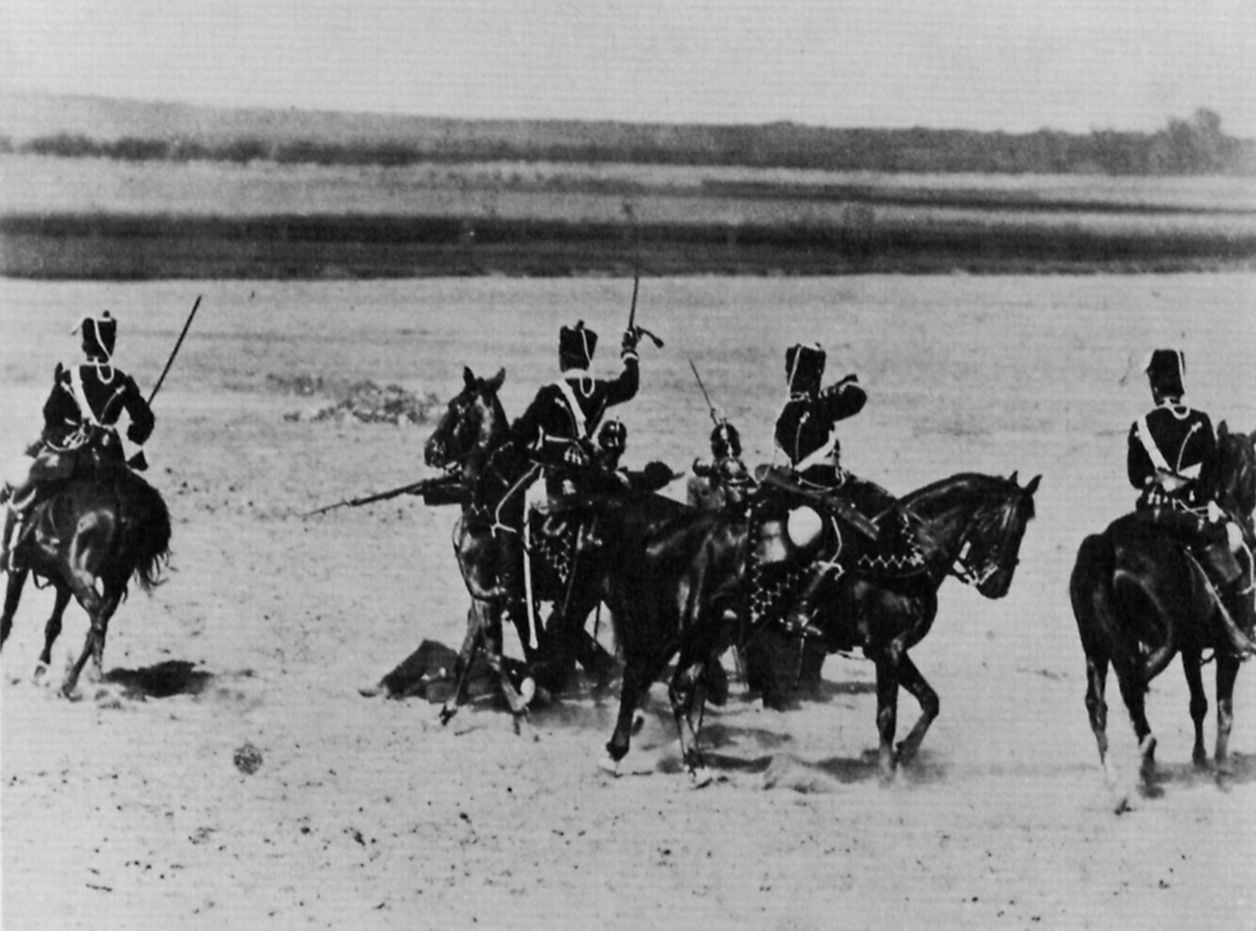
Ottomar Anschütz. Maniobres de la cavalleria del Kaiser. 1883

## Formació i inicis
Fill d'un decorador mural, Anschütz tenia una formació de fotògraf artístic preocupat per la qualitat de la imatge a diferència dels altres cronofotògrafs com Marey o Georges Demeny que provenien d'una formació científica.
Com a fotògraf comença amb treballs sobre maniobres militars i el vol dels ocells. Interessat pel moviment en les imatges utilitza un aparell semblant al de Muybridge. El 1882 construeix una màquina cronofotogràfica amb un obturador elèctric molt ràpid, amb un temps d'exposició record d'1/1.000 de segon i que combina primer 20 i després 24 càmeres fabricades per ell mateix en col·laboració amb el seu veí Schneider. Amb aquest dispositiu va prendre sèries de fotografies de cavalls i amb el suport del Ministeri de la Guerra Prussià desenvolupà tot un treball al si de l'exèrcit.

## Invents i projeccions
El 1887 veu la llum el Taquiscopi, un disc de 24 diapositives de mida 9x12 que girava amb una manivel·la i il·luminat de manera intermitent per un flash d'un tub espiral Geissler que es podien veure individualment o en petits grups. Una variació d'aquest dispositiu adoptà un cilindre horitzontal amb visionadors individuals. El 1891 un aparell més petit i motoritzat anomenat Schnellseher Elèctric va ser fabricat per Siemens & Halske a Berlín presentat a Frankfurt, Londres i a la Chicago World's Fair el 1893, convertint-se en una atracció molt popular, a Berlín 34.000 persones van pagar per veure-la.
El 1895 desenvolupà l'Electrotaquiscopi projectable que utilitzava 2 discs d'imatges i un obturador rotatiu impulsats per una creu de Malta de 20 cares. que projectava seleccions de 40 sèries d'imatges. A Berlín el 1894 es projectaren en una pantalla de 6m per 8m. A partir de 1895 es feren regularment projeccions i a les realitzades en una sala de 300 places instal·lada al Reichstag, hi assistiren en total aproximadament 5.000 persones recaudant 5.400 marcs d'aquell temps. Aquesta fou la darrera presentació pública coneguda dels enginys d'Ansützch i el final d'una època. Anschütz ja no va treballar amb la pel·lícula de cel·luloide apareguda el 1894, que tenia menys sensibilitat, però la qüalitat de les seves imatges era incomparable.

## Darreres aportacions
Anschütz va ser conseller de la família del kaiser Guillem II als que acompanyà en el seu viatge a Palestina el 1899. Obrí un establiment de fotografia a Berlín i s'orientà vers la construcció de càmeres petites i a encoratjar la fotografia d'aficionat.